# Mordechai Wetzlar
Mordechai Wetzlar (auch Marcus Gerson Wetzlar; geboren 1801 in Fulda; gestorben am 28. Dezember 1878 in Frankfurt am Main) war Kreisrabbiner der kurhessischen, ab 1866 preußischen Landkreise Fritzlar und Melsungen.

## Leben
Wetzlar wurde 1801 als Spross einer orthodoxen Familie in Fulda geboren. Er war der einzige Sohn sehr armer Eltern. Sein Vater war Gerson Wetzlar, seine Mutter Bess, geborene Marcus. Er erhielt Privatunterricht. 1815 ging er als Talmudschüler zur Jeschiwa des berühmten Rabbi Moscheh Tobiah Sontheim in Hanau. Er war Mitschüler von Jakob Löwenstein. Wetzlar wurde als der Tüchtigste der Hanauer Bachurim angesehen und erhielt schon 1820 das Rabbiner-Diplom. 1819 begleitete er Rabbi Sontheim zur Kultuskonferenz in Kassel.
Wetzlar studierte ab 1824 Theologie und Philosophie in Würzburg bei Johann Jakob Wagner. Im Dezember 1827 immatrikulierte er sich in Marburg. Im Mai 1829 legte er dort das rabbinische Staatsexamen ab. Darauf folgte ein neunmonatiges Praktikum bei Sontheim in Hanau. Danach übernahm er eine Lehrerstelle in der damals kurhessischen Kleinstadt Gudensberg.
In Gudensberg wurde er im April 1830 zum Kreisrabbiner des seit 1823 bestehenden Kreisrabbinats für die beiden Kreise Fritzlar und Melsungen berufen. 1832 bewarb er sich um die Nachfolge Sontheims in Hanau. Die jüdische Gemeinde in der Stadt Fritzlar war dem sehr orthodoxen Wetzlar zu liberal geprägt, und daher zog er es vor, in Gudensberg zu bleiben. Er war, zusammen mit den vier Provinzialrabbinern und einigen anderen gelehrten Juden, Mitglied des kurhessischen Landrabbinats. In den orthodox gesinnten jüdischen Kreisen galt er als „Oberlandesrabbiner“ in Hessen und genoss höchste Anerkennung. Dennoch war Wetzlar nicht allen Reformen gegenüber unzugänglich und beförderte diese sogar, wenn es ihm richtig erschien. So wies er im Jahre 1839 sämtliche Gemeinden seines Rabbinats an, wichtige Teile der beim Gottesdienst vorgelesenen Texte nach der hebräischen Lesung auch auf Deutsch vorlesen zu lassen.
In seine Gudensberger Amtszeit fällt die Einrichtung einer jüdischen Volksschule, einer der ältesten ihrer Art in Kurhessen, und der dortigen Synagoge, die von 1840 bis 1843 von Albrecht Rosengarten gebaut wurde und seit 1995, nach einer Renovierung, als städtische Kultur- und Begegnungsstätte dient.
Wetzlar war mit drei Töchtern des Frankfurter Klausrabbiners Jakob Posen verheiratet; 1830 heiratete er Hindele-Henriette (geboren 1804), 1845 Lipet-Elisabet (geboren 1812) und 1860 Jette (geboren 1813). Aus diesen Ehen hatte er acht Töchter.
Der Raubmord an einem betagten jüdischen Kaufmannsehepaar in Gudensberg im Dezember 1875 erregte Wetzlar so sehr, dass er Gudensberg nach 46 Jahren verließ und zu seinen Kindern nach Frankfurt am Main zog. Dort starb er am 28. Dezember 1878 und wurde unter großer Anteilnahme bestattet.
In einem Nachruf heißt es über ihn: „Alle Versuche, welche gemacht wurden, die Synagogenordnung in Kurhessen im Sinne der Reform abzu ändern, scheiterten daher auch an seinem zähen Widerstande und seinem wohlverdienten Einflusse bei den Behörden.“

## Schriften
- Beitrag zu den Rabbinischen Gutachten gegen den Frankfurter Reformverein. 1844.
- Als G. W.: Die richtige Stellung der Rabbinen. In: Der treue Zions-Wächter. Organ zur Wahrung der Interessen des orthodoxen Judenthums. Herausgeber Samuel Enoch, Altona 1846, S. 257f.